# 杜慧度
杜 慧度（と けいど／と けいたく、374年 - 423年）は、東晋から南朝宋にかけての政治家・軍人。本貫は交趾郡朱䳒県。

## 経歴
杜瑗の五男として生まれた。はじめ交州主簿となり、流民の管理と保護にあたった。後に九真郡太守に転じた。義熙6年（410年）、父が死去すると、推されて交州の事務を代行するよう求められたが、辞して受けなかった。義熙7年（411年）、使持節・都督交州諸軍事・広武将軍・交州刺史に任じられた。盧循が交州に侵入してくると、慧度は6000人を率いて石碕で盧循と会戦し、盧循の長史の孫建之を捕らえた。盧循は敗れたとはいえ、なお3000人の兵を有し、杜氏に怨みを持つ李奕・李脱らと合流し、俚や獠といった少数民族とも結んで互角の勢力を保った。6月、慧度は弟の交趾郡太守杜慧期や九真郡太守杜章民らに水軍や歩兵を率いさせ、自身も高艦に搭乗して、盧循と再び戦い、激しい矢戦のすえに盧循を撃破した。盧循とその父の盧嘏、および盧循の2人の子や、録事参軍の阮静・中兵参軍の羅農夫・李脱らを斬り、かれらの首級を建康に送った。慧度は龍編県侯に封じられた。
義熙9年（413年）、林邑の范胡達が九真郡に侵入してくると、慧度はこれを迎え撃って斬った。
永初元年（420年）、劉裕が即位すると、慧度は輔国将軍に進んだ。この年、1万人を率いて林邑を討ち、林邑を屈服させると、奴隷や金銀を略奪して凱旋した。
慧度は老荘思想を好み、自身は質素倹約の生活を営んだ。交州の統治者としては、土俗の宗教を禁絶し、学校を修建したほか、飢饉のさいには私財を供出して飢民の救援にあたった。
景平元年（423年）、死去した。享年は50。左将軍の位を追贈された。

## 子女
- 杜弘文（? - 427年、長男、振威将軍・交州刺史、龍編侯、文帝の召還を受け、病身をおして建康に向かい、道中の広州で没した）
- 杜弘猷

## 伝記資料
- 『宋書』巻92 列伝第52
- 『南史』巻70 列伝第60